# Aizawa Peterkwame
Aizawa Peterkwame (sinh ngày 20 tháng 1 năm 2001) là một cầu thủ bóng đá người Nhật Bản.

## Sự nghiệp câu lạc bộ
Aizawa Peterkwame hiện đang chơi cho JEF United Chiba.